# 총체적 선교
총체적 선교(Integral mission, holistic mission), 혹은 통전적 선교는 복음 전도와 사회적 책임을 모두 포괄하는 기독교 선교의 방식이다. 라틴아메리카에서 기원하여 로잔 운동을 통해 전 세계 많은 개신교인들에게 영향을 미쳤다.

## 용어
총체적 선교는 스페인어로 "미시온 인테그랄(misión integral)"이라 하는데, 1970년대 라틴아메리카 신학 펠로우쉽(FTL)의 개신교 회원들에 의해 처음 구체화되었. 스페인어에서 "인테그랄"은 전체성을 뜻하며, 신학자들은 이를 모든 가능한 방법을 통해 신의 사랑과 이웃 사랑을 표현하는 기독교 선교의 이해를 설명하는 데 사용한다. 대표적인 지지자들로는 에콰도르의 C. 르네 파디야, 페루의 사무엘 에스코바르, 푸에르토리코의 올랜도 E. 코스타스, 인도의 비나이 사무엘, 영국의 존 스토트 등이 있다. 이들은 선교를 전도와 사회 참여의 이분법으로 구분하는 것에 대해 불편함을 느끼고, "통전적" 혹은 "총체적" 선교를 강조했다.
총체적 선교의 지지자들은 이 개념이 새로운 것이 아니라, 성경에 뿌리를 두고 있으며 예수의 사역에서 잘 나타난다고 주장한다. "총체적 선교"라는 용어는 단순히 지난 40년 동안 선교와 사회적 책임에 선을 그어 이분법적으로 접근하던 것과 구별하기 위해 사용된 것이다.

## 역사

### 1960년대~1980년대
총체적 선교의 정의 과정과 다수의 개신교인들에 의해 수용되는 과정은 40여 년 동안 진행되어 왔으며, 여러 국제 복음주의 대회를 거치며 구체화되고 발전되었다. 1966년 일리노이주 휘턴에서 열린 "교회의 세계 선교 회의"에서는 71개국의 복음주의자들이 모여 "우리는 세상으로부터 성경에 근거하지 않은 고립을 유지함으로써 그 우려에 정직하게 직면하는 것을 종종 피했다"며 교회가 인종차별, 빈곤, 전쟁 등의 사회 문제를 다루는데 실패해왔음을 고백했다.
같은 해에 열린 베를린 세계 전도 대회는 빌리 그레이엄이 강조한 전통적인 복음주의적 선교 개념을 계속 강조했다. 그는 "교회가 복음 선포와 그리스도께로의 회심에 초점을 맞추면, 사회적, 도덕적, 심리적 필요에 대한 영향이 더 클 것"이라고 주장했다. 그러나 이후의 지역 대회에서는 기독교 사회 참여에 대한 논의가 계속 등장했다.
1974년 로잔에서 열린 세계 복음화 국제회의는 20세기 가장 중요한 복음주의 모임으로 평가되며, 로잔 언약은 "신은 모든 인간의 창조주이자 심판자이기에, 우리는 인간 사회 전반에서 정의와 화해에 대한 신의 관심을 공유해야 하며, 모든 종류의 억압으로부터 해방되도록 노력해야 한다"고 강조했다.
로잔 대회 이후 총체적 선교 개념에 대한 지지는 특히 제3세계 복음주의자들 사이에서 커졌다. 이후 몇 년 동안 여러 국제 복음주의 회의에서 발표된 선언문들은 선교에 대한 총체적 이해를 보여주었다. 중요한 것은 라틴아메리카 복음화 회의(CLADE)로, 1979년 페루에서 열린 제2차 라틴아메리카 복음화 회의를 시작으로 CLADE III(1992년 키토), CLADE IV(2000년 키토)가 FTL에 의해 조직되었다.
영국에서는 1980년 국제 간소한 생활 양식 협의회에서 "간소한 생활에 대한 복음주의적 헌신"이라는 문서가 발표되어 선교에서의 정의에 대한 헌신을 다시 한 번 확인했다.
1982년 "전도와 사회적 책임의 관계에 관한 국제 협의회"는 사회적 책임이 전도의 결과이자 다리이며 파트너라는 결론을 내렸다. 이 문서는 전도의 우선순위를 유지하면서도 두 개념이 실제로는 분리될 수 없음을 강조했다.
1983년 일리노이주 휘튼에서 열린 "인간의 필요에 대한 교회의 대응 협의회"는 아마도 총체적 선교에 대한 가장 강력한 복음주의적 확인인 "변혁: 인간의 필요에 대한 교회의 대응"을 발표했다. 이 문서는 불의에 대한 명백한 비난과 현상 유지에 침묵하는 교회와 기독교 단체들에 대해 경고했다.

### 1990년대 이후
총체적 선교에 대한 헌신은 종종 빈곤층에 대한 특별한 관심과 정의 추구에서 드러난다. 총체적 선교 개념은 주로 미가 네트워크(Micah Network)와 연관된 복음주의 기독교인들에 의해 지지되고 있다.
1999년 총체적 선교에 전념하는 전 세계 복음주의 기독교 단체들의 네트워크인 미가 네트워크가 설립되었다. 이 네트워크의 이름은 미가서 6장 8절에 기반을 두고 있으며, "여호와께서 네게 구하시는 것은 오직 정의를 행하며 인자를 사랑하며 네 신과 함께 겸손히 행하는 것이 아니냐"라는 말씀을 그 중심에 두고 있다. 미가 네트워크 회원들은 전 세계적으로 약 600개의 복음주의 서비스 단체, 교회, 개인 회원으로 구성되어 있다.